# Brad Lukowich
Bradley J. „Brad“ Lukowich (* 12. August 1976 in Cranbrook, British Columbia) ist ein ehemaliger kanadischer Eishockeyspieler und -trainer, der während seiner aktiven Karriere zwischen 1992 und 2012 unter anderem 729 Spiele für die Dallas Stars, Tampa Bay Lightning, New York Islanders, New Jersey Devils, San Jose Sharks und Vancouver Canucks in der National Hockey League auf der Position des Verteidigers bestritten hat. Neben zahlreichen Titeln im Juniorenbereich gewann Lukowich sowohl mit den Dallas Stars im Jahr 1999 als auch den Tampa Bay Lightning im 2004 den Stanley Cup.

## Karriere
Lukowich spielte während seiner Juniorenzeit zunächst in der unterklassigen kanadischen Juniorenliga Rocky Mountain Junior Hockey League bei den Cranbrook Colts aus seiner Heimatstadt. Am Ende der Saison 1992/93 schloss er sich schließlich den Kamloops Blazers aus der Western Hockey League an, denen er in den folgenden drei Spielzeiten treu blieb. Während dieser Zeit gewann er mit der Mannschaft jeweils in den Jahren 1994 und 1995 zweimal den President’s Cup, die Meisterschaft der WHL, und den Memorial Cup, den Meistertitel der Canadian Hockey League. Bereits nach dem ersten Titelgewinn hatten ihn die New York Islanders im NHL Entry Draft 1994 in der vierten Runde an 90. Stelle ausgewählt.
Bevor Lukowich im Sommer 1996 in den Profibereich wechselte, um für die Islanders zu spielen, transferierten ihn diese für einen Draftpick der dritten Runde im NHL Entry Draft 1997 zu den Dallas Stars. Dort kam er zwischen 1996 und 1998 zumeist bei deren Farmteam, den Michigan K-Wings aus der International Hockey League, zum Einsatz, feierte jedoch im Verlauf der Spielzeit 1997/98 auch sein NHL-Debüt für die Stars. Die folgende Spielzeit, in der Dallas den Stanley Cup gewinnen konnte, verbrachte er ebenfalls zwischen IHL und NHL, gehörte jedoch nicht zu den Spielern, die sich für eine namentliche Nennung auf dem Stanley Cup qualifizieren konnten. Nach dem Spieljahr 1999/2000, das der Verteidiger erstmals komplett in Dallas absolviert hatte, war er im Rahmen des NHL Entry Draft 2000 in zwei Transfergeschäfte verwickelt. Nachdem der Kanadier am 12. Juni mit Manny Fernandez im Tausch gegen einige Draft-Picks zu den neu gegründeten Minnesota Wild abgegeben worden war, holten ihn die Stars knapp zwei Wochen später zurück und setzen ihn in der Folge regelmäßiger ein. Im Paket mit Lukowich hatten die Stars auch einige Draft-Picks zurückerhalten, während sie Aaron Gavey und Pavel Patera nach Minnesota geschickt hatten. Nach weiteren zwei Jahren in der texanischen Metropole transferierten die Stars Lukowich zu den Tampa Bay Lightning. In seinen zwei Jahren an der US-amerikanischen Südostküste verbesserte er seine Punktausbeute mit 15 und 19 Punkten zweimal in Folge, entwickelte sich zu einem der Führungsspieler des Teams und gewann zudem mit den Lightning am Ende der Saison 2003/04 überraschend den Stanley Cup. Dieses Mal konnte Lukowich ausreichend Einsätze für eine namentliche Erwähnung absolvieren.
Bedingt durch den Lockout der NHL-Saison 2004/05 unterschrieb Lukowich als Free Agent einen Vertrag bei den Fort Worth Brahmas aus der Central Hockey League, für die er 16 Partien in dieser Spielzeit absolvierte. Nach der zugesagten Wiederaufnahme des NHL-Spielbetriebs zur Saison 2005/06 kehrte Lukowich dorthin zurück. Er unterschrieb einen Vertrag bei den New York Islanders, die ihn elf Jahre zuvor gedraftet hatten. Jedoch blieb der Verteidiger nicht lange beim Team aus Long Island, da er im Saisonverlauf zu den New Jersey Devils wechselte, die einen erfahrenen Verteidiger für die bevorstehenden Playoffs benötigten. Dort verblieb er den Rest der Saison sowie die folgende, ehe er erneut zum Free Agent wurde und sich abermals den Tampa Bay Lightning anschloss. Trotz seiner Erfahrung konnte er auch nicht verhindern, dass die Lightning die Spielzeit als schlechtestes Team der gesamten Liga abschlossen. Im darauffolgenden Sommer wechselte er, bedingt durch das schwache Abschneiden des Team und einen Besitzerwechsel, gemeinsam mit Dan Boyle zu den San Jose Sharks, die im Gegenzug Matt Carle, Ty Wishart sowie einen Erstrunden- und Viertrunden-Draftpick nach Tampa abgaben. In San Jose bildete Lukowich ein Verteidigerduo mit Boyle. Obwohl er zwischen Januar und Februar 2009 wegen einer Verletzung ausfiel, gab er der Defensive Halt. Die Sharks schlossen die reguläre Saison als punktbestes aller Teams ab, doch scheiterten bereits in der ersten Playoff-Runde. Als Folge wurde der Kanadier Ende August 2009 gemeinsam mit Christian Ehrhoff an die Vancouver Canucks abgegeben, die im Gegenzug die Nachwuchsspieler Daniel Rahimi und Patrick White abgaben.
Da Lukowich es zum Saisonstart nicht in den Stammkader der Canucks schaffte, setzten ihn diese Ende September zunächst auf die Waiver-Liste. Aufgrund der Tatsache, dass ihn von dort kein anderes Team auswählte, wurde der Verteidiger zu den Texas Stars in die American Hockey League geschickt. Im Gegensatz zu den anderen Minor-League-Spielern, die bei den Manitoba Moose spielten, arrangierte das Management die Kooperation mit den Stars, damit Lukowich näher bei seiner Familie und Freunden aus seiner Zeit bei den Dallas Stars sein konnte. Nach einer Verletzung von Kevin Bieksa aus dem Kader der Canucks wurde der Verteidiger Anfang Januar 2010 erstmal seit dem vorangegangenen Herbst zurück in die NHL geholt. Im Sommer 2010 wechselte er schließlich als Free Agent fest nach Dallas und verbrachte seine letzten beiden Jahre im Profisport bei den Texas Stars. Nach der Saison 2011/12 beendete er seine Karriere.
Nach seinem Karriereende betreute er in der Saison 2013/14 als Assistenztrainer die Lethbridge Hurricanes aus der Western Hockey League.

## Erfolge und Auszeichnungen
| - 1994 President’s-Cup-Gewinn mit den Kamloops Blazers - 1994 Memorial-Cup-Gewinn mit den Kamloops Blazers - 1995 President’s-Cup-Gewinn mit den Kamloops Blazers | - 1995 Memorial-Cup-Gewinn mit den Kamloops Blazers - 1999 Stanley-Cup-Gewinn mit den Dallas Stars - 2004 Stanley-Cup-Gewinn mit den Tampa Bay Lightning |

## Karrierestatistik
(Legende zur Spielerstatistik: Sp oder GP = absolvierte Spiele; T oder G = erzielte Tore; V oder A = erzielte Assists; Pkt oder Pts = erzielte Scorerpunkte; SM oder PIM = erhaltene Strafminuten; +/− = Plus/Minus-Bilanz; PP = erzielte Überzahltore; SH = erzielte Unterzahltore; GW = erzielte Siegtore; 1 Play-downs/Relegation; Kursiv: Statistik nicht vollständig)

## Familie
Brad Lukowichs Vater, Bernie Lukowich, war ebenfalls ein professioneller Eishockeyspieler und war als Stürmer bei den Pittsburgh Penguins und St. Louis Blues aktiv, für die er 79 Spiele in der National Hockey League bestritt. Am längsten spielte er in der zweitklassigen American Hockey League, wo er vier Jahre bei den Hershey Bears sowie eine Saison bei den Providence Reds verbrachte. Lukowichs Cousin Morris Lukowich absolvierte zwischen 1976 und 1987 fast 850 Spiele in der World Hockey Association und National Hockey League.